# 绿背火冠蜂鸟
绿背火冠蜂鸟（学名：Sephanoides sephaniodes），是雨燕目蜂鸟科的一种鸟类。
绿背火冠蜂鸟体重约5.17克，翼长约60毫米，嘴峰长约22毫米，喙宽度约2.1毫米，喙厚度约2.1毫米，跗蹠长约7.4毫米，尾长约36.8毫米。绿背火冠蜂鸟在其分布区内为留鸟，其栖息在半开放的人工改造的环境中，食性为草食性，主要食物来源是植物的花蜜。
绿背火冠蜂鸟分布于智利中部和阿根廷至火地岛及胡安·費爾南德斯群島。该物种是单型物种，没有亚种分化。